# 松岡茉優のTシャツ&Gパン
『松岡茉優のTシャツ&Gパン』（まつおかまゆのティーシャツアンドジーパン）は、2010年8月1日より、「あっ!とおどろく放送局」で配信が開始された、松岡茉優が司会のトーク番組である。 略称は、「MTG」
『特別篇』および、後継番組の『松岡茉優の一報入魂』についても本項で扱う。

## 松岡茉優のTシャツ&Gパン

### 概要
松岡茉優の冠番組である。
「期待の新進女優・松岡茉優が、同じ事務所の先輩俳優・女優をゲストに迎えて、楽しいトークやコーナーを届ける」をコンセプトにスタートした。
『Tシャツ&Gパン』というタイトルは、松岡自身が考案したもので、その名の通り、松岡およびゲストの衣装は基本的にTシャツとGパンで統一されていたが、一部のゲストでは例外も見られた。また、俳優・女優がゲストの回では、松岡がゲストに対し、「台本に線は引きますか?」という質問をするのがお決まりとなっていた。
配信が開始された2010年8月から3ヶ月連続で、「あっ!とおどろく放送局」でのアクセス数第1位を獲得した。4ヶ月目以降については、アクセス数に関する公式発表がされなかったため不明である。
2010年12月をもって一旦放送が終了するが、2011年4月から6月まで、松岡自身が出演しているドラマ、『鈴木先生』の関係者をゲストに迎えた、『Part2』が、同年8月から2012年4月まで、松岡自身もしくは松岡の所属事務所であるヒラタオフィス所属の俳優・女優が出演している作品の関係者をゲストに迎えた、『Part3』が制作された。
2012年6月30日、「あっ!とおどろく放送局」の閉局に伴い、すべての動画が一斉に削除された。

### 放送データ

#### 松岡茉優のTシャツ&Gパン
| 配信開始日   | 放送回 | ゲスト              | 備考               |
| ------------ | ------ | ------------------- | ------------------ |
| 2010年8月1日 | 第1回  | 永岡卓也 【前編】   | ヒラタオフィス所属 |
| 8月15日      | 第1回  | 永岡卓也 【後編】   | ヒラタオフィス所属 |
| 9月1日       | 第2回  | 小見川千明 【前編】 | ヒラタオフィス所属 |
| 9月15日      | 第2回  | 小見川千明 【後編】 | ヒラタオフィス所属 |
| 10月1日      | 第3回  | 長谷川博己 【前編】 | ヒラタオフィス所属 |
| 10月15日     | 第3回  | 長谷川博己 【後編】 | ヒラタオフィス所属 |
| 11月1日      | 第4回  | 小松未可子 【前編】 | ヒラタオフィス所属 |
| 11月15日     | 第4回  | 小松未可子 【後編】 | ヒラタオフィス所属 |
| 12月1日      | 第5回  | 森カンナ 【前編】   | ヒラタオフィス所属 |
| 12月15日     | 第5回  | 森カンナ 【後編】   | ヒラタオフィス所属 |

#### 松岡茉優のTシャツ&Gパン Part2
| 配信開始日    | 放送回 | ゲスト              | 備考                               |
| ------------- | ------ | ------------------- | ---------------------------------- |
| 2011年4月23日 | 第1回  | 武富健治            | ドラマ 『鈴木先生』 原作者         |
| 4月30日       | 第2回  | 三浦透子 【前編】   | ドラマ 『鈴木先生』 出演           |
| 5月7日        | 第2回  | 三浦透子 【後編】   | ドラマ 『鈴木先生』 出演           |
| 5月14日       | 第3回  | 守屋圭一郎 【前編】 | ドラマ 『鈴木先生』 プロデューサー |
| 5月21日       | 第3回  | 守屋圭一郎 【後編】 | ドラマ 『鈴木先生』 プロデューサー |
| 5月30日       | 第4回  | 橋本光二郎 【前編】 | ドラマ 『鈴木先生』 監督           |
| 6月4日        | 第4回  | 橋本光二郎 【後編】 | ドラマ 『鈴木先生』 監督           |
| 6月11日       | 第5回  | 河合勇人 【前編】   | ドラマ 『鈴木先生』 監督           |
| 6月18日       | 第5回  | 河合勇人 【中編】   | ドラマ 『鈴木先生』 監督           |
| 6月26日       | 第5回  | 河合勇人 【後編】   | ドラマ 『鈴木先生』 監督           |

#### 松岡茉優のTシャツ&Gパン Part3
| 配信開始日    | 放送回 | ゲスト               | 備考                               |
| ------------- | ------ | -------------------- | ---------------------------------- |
| 2011年8月20日 | 第1回  | 田村愛 【前編】      | ドラマ 『ドン★キホーテ』 出演      |
| 9月5日        | 第1回  | 田村愛 【後編】      | ドラマ 『ドン★キホーテ』 出演      |
| 9月22日       | 第2回  | 黒崎博 【前編】      | 映画 『セカンドバージン』 監督     |
| 10月20日      | 第2回  | 黒崎博 【後編】      | 映画 『セカンドバージン』 監督     |
| 10月29日      | 第3回  | 加藤章一             | 映画 『吉祥寺の朝日奈くん』 監督   |
| 11月29日      | 第4回  | 三島有紀子           | 映画 『しあわせのパン』 監督       |
| 12月29日      | 第5回  | 三島有紀子、森カンナ | 映画 『しあわせのパン』 監督、出演 |
| 2012年2月2日  | 第6回  | 西ヶ谷寿一           | 映画 『NINIFUNI』 プロデューサー   |
| 3月1日        | 第7回  | 東快彦               | 映画 『RIVER』 プロデューサー      |
| 4月6日        | 第8回  | 中村義洋             | 映画 『ポテチ』 監督               |

## 松岡茉優のTシャツ&Gパン 特別篇

### 概要
松岡自身が出演している、2012年8月11日公開の映画、『桐島、部活やめるってよ』の宣伝を目的として、「一回限りの復活編」として制作された。
すでに、「あっ!とおどろく放送局」が閉局していたため、YouTubeで配信された。
現在も公式動画が削除されておらず、視聴可能な状態となっている。

### 放送データ
| 配信開始日    | 放送回 | ゲスト   | 備考                                 |
| ------------- | ------ | -------- | ------------------------------------ |
| 2012年7月10日 |        | 吉田大八 | 映画 『桐島、部活やめるってよ』 監督 |

## 松岡茉優の一放入魂

### 概要
松岡自身が出演している、2013年6月14日公開の映画、『絶叫学級』の宣伝を目的として、ニコニコ動画で配信された。
『松岡茉優のTシャツ&Gパン』からのタイトルの変更に伴い、松岡の衣装もTシャツとGパンではなくなっている。
5月1日から28日までの、「1ヶ月間限定公開」として制作されたため、映画の宣伝を目的としていたにもかかわらず、映画の公開日前にすべての動画が削除された。
『一放入魂』というタイトルは、「一球入魂」を語源に松岡自身が考案した造語であり、「一回一回の放送に魂を込める」と言う意味が込められている。

### 放送データ
| 配信開始日   | 放送回 | ゲスト              | 備考                   |
| ------------ | ------ | ------------------- | ---------------------- |
| 2013年5月1日 | 第1回  | 佐藤徹也 【一の巻】 | 映画 『絶叫学級』 監督 |
| 5月8日       | 第1回  | 佐藤徹也 【放の巻】 | 映画 『絶叫学級』 監督 |
| 5月15日      | 第1回  | 佐藤徹也 【入の巻】 | 映画 『絶叫学級』 監督 |
| 5月22日      | 第1回  | 佐藤徹也 【魂の巻】 | 映画 『絶叫学級』 監督 |